# Young V&A

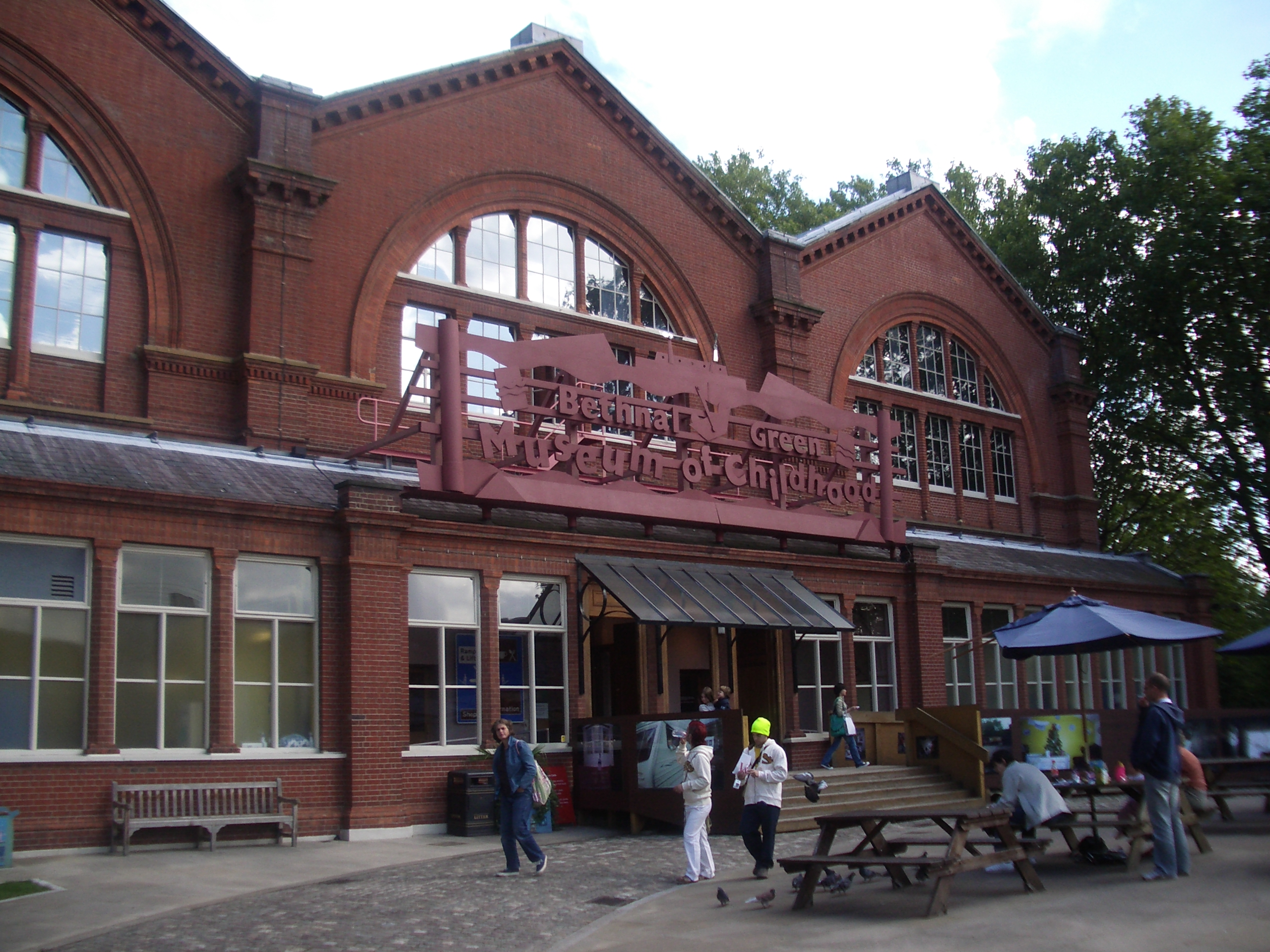
L'ancienne entrée du musée, avant sa modernisation en 2006.

Le Young V&A (avant 2023 : V&A Museum of Childhood ou musée de l'enfance) est une branche du Victoria and Albert Museum (également appelé « V&A »), qui est le musée national des arts appliqués du Royaume-Uni. Le Young V&A est situé à Bethnal Green, dans l'East End de Londres.

## Histoire
Le musée a été fondé en 1872 sous le nom Musée de Bethnal Green. Il s'agissait d'une construction préfabriquée d'Albertopolis qui a été déplacée, et à laquelle ont été ajoutés quelques éléments modernes du V&A . Il présentait alors diverses collections, notamment des œuvres qui peuvent désormais être vues à la Wallace Collection. 
Dans les années 1920, il a commencé à mettre l'accent sur les services pour les enfants, et en 1974, le directeur du V&A, Sir Roy Strong, l'a défini comme un musée spécialisé sur le thème de l'enfance.
Le musée de Bethnal Green possède la plus grande collection d'objets sur l'enfance du Royaume-Uni.
La mission du musée est de « permettre à chacun, en particulier les jeunes, d'explorer et apprécier le monde conçu, en particulier pour les objets fabriqués et réalisés par ou pour les enfants. » Il possède de grandes collections de jouets, de matériels pour les enfants et de costumes, et propose un programme d'expositions temporaires.
Le musée a fermé ses portes en octobre 2005 pour la deuxième phase de vastes travaux de rénovation, pour un coût de 4,7 millions de livres sterling. Il a subi diverses  modifications, dont une nouvelle entrée, une galerie, de nouvelles vitrines et un café. Il a rouvert le 9 décembre 2006.
L'intérieur du musée présente une statue en fonte du sculpteur John Bell (1811-1896) qui provient originellement de la Grande Exposition de 1851.